# Baie de Charcot
La baie de Charcot ou baie Charcot est une baie de l’océan Austral près de la Terre de Graham, en Antarctique. Découverte par l'expédition Antarctic, elle a été nommée d'après l'explorateur Jean-Baptiste Charcot.